# Дизак (футбольный клуб)
«Диза́к» (арм. Ֆուտբոլային Ակումբ „Դիզակ“ Հադրութ) — бывший нагорно-карабахский футбольный клуб из Гадрута, основанный в 2004 году. Базировался в Гадруте, принимал соперников на городском стадионе и участвовал в чемпионате НКР.

## История
Клуб основан в 2004 году и в том же году принял в участие в Открытом чемпионате республики. В 2009 году команда заняла 4-е место в 1-м чемпионате НКР.

## Достижения
4-е место в чемпионате НКР (2009).

## Статистика выступлений

### Чемпионат и Кубок НКР
| Сезон | Лига         | Место | И  | В  | Н | П  | Мячи  | +/- | О  |   | Кубок      | Примечания             |
| ----- | ------------ | ----- | -- | -- | - | -- | ----- | --- | -- | - | ---------- | ---------------------- |
| 2004  | Премьер-лига | 6-е   | 16 | 6  | 2 | 8  | 39-28 | 11  | 20 | - | -          | Открытый чемпионат НКР |
| 2009  | Премьер-лига | 4-е   | 16 | 10 | 1 | 5  | 77-40 | 37  | 33 | - | -          | 1-й чемпионат НКР      |
| 2010  | Премьер-лига | 4?9-е | 16 |    |   |    |       |     |    |   | -          | 2-й чемпионат НКР      |
| 2011  | Премьер-лига | 4?9-е | 16 |    |   |    |       |     |    |   | -          | 3-й чемпионат НКР      |
| 2019  | Премьер-лига | 7-е   | 30 | 7  | 6 | 17 | 46-77 | 31  | 27 | - | 1/8 финала | 5-й чемпионат НКР      |

## Известные игрок
- Айк Агабекян